# 寂円寺
寂円寺（じゃくえんじ）は、東京都文京区にある真宗大谷派系（浄土真宗東本願寺派）の単立寺院。

## 歴史
1635年（寛永12年）、慶念によって開山された。
元々は神田御弓町（現・東京都文京区本郷）に位置していたが、1688年（貞享5年）に現在地に移転した。
当寺の主な檀家は武家であったため、明治の廃仏毀釈と士族の没落により寺運衰微し、1897年（明治30年）には寺地の半分を失ってしまった。1923年（大正12年）の関東大震災や1945年（昭和20年）の東京大空襲でも被害に遭うなど受難の時期が続いた。
戦後は、檀信徒による「三宝会」を発足したり、共同墓地「寂光廟」を建設するなど、積極的な活動を行っている。

## 墓所
- 乙骨耐軒（儒学者）
- 鈴木春山（兵学者）
- 今井信郎（幕臣）

坂本龍馬暗殺事件（近江屋事件）に関わった人物である。

## 交通アクセス
- 千石駅A2出口より徒歩9分。（経路案内）。
- 白山駅A1出口より徒歩9分（経路案内）。